# 欧盟—拉美国家首脑会议
欧盟－拉美国家首脑会议是欧盟与拉美为增进两个地区之间关系而举行的会议，每两年举行一次。该会议最初由法国总统希拉克于1997年提出，并得到拉美国家的积极响应。
1999年6月28日至29日，首届欧盟－拉美国家首脑会议在巴西里约热内卢举行。来自拉美32个国家和欧盟15国家的元首或政府首脑通过《里约热内卢声明》和《行动计划》。这两个文件确定了两个地区面向21世纪的战略伙伴关系。
2002年5月17日至18日，第二届欧盟－拉美国家首脑会议在西班牙首都马德里举行。
2004年5月28日至29日，第三届欧盟－拉美国家首脑会议在墨西哥瓜达拉哈拉市召开第三届欧盟－拉美国家首脑会议。
2006年5月11日至13日，第四届欧盟－拉美国家首脑会议在奥地利首都维也纳举行。
2008年5月16日和17日，第四届欧盟－拉美国家首脑会议在秘鲁首都利马举行。会议先期还举行高官会议、外长会议等相关会议。